# Кільські мирні угоди (1814)
Кільські мирні договори 1814 року (дан. Kieltraktaten) або Кільський мир (швед. та норв. Kielfreden або freden i Kiel) — шведсько-данські та англо-данські мирні угоди, що поклали край англо-данської війни 1807—1814 років. Підписані в північнонімецькому місті Кіль 14 січня 1814 року.

## Становище в Європі
На початку наполеонівських воєн Данія-Норвегія та Королівство Швеція намагалися зберегти нейтралітет, але незабаром втягнулися в бойові дії, приєднавшись до протилежних таборів. Шведський король Густав IV Адольф уклав союз із Сполученим Королівством Великої Британії та Ірландії та Російською імперією проти Наполеона Бонапарта в 1804 році. І оголосив війну наполеонівській Франції в 1805 р. Сполучене Королівство, яке оголосило війну Франції в 1803 р., виплачувало субсидії Швеції. До того, як Густав IV Адольф вивів свої сили з шведської Померанії, провінції, на яку давно претендувала Пруссія, він домовився про угоду про те, що Пруссія не буде нападати на неї [4]. Данія залишалася нейтральною.

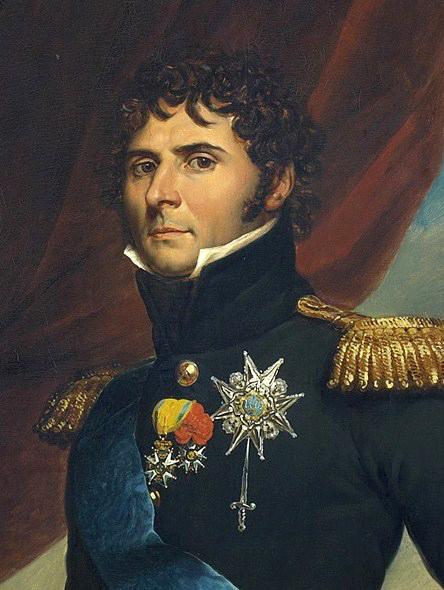
Карл XIV Юхан Бернадот

У 1807 наполеонівські сили захопили Шведське Помор'я та змусили Пруссію та Росію підписати Тільзітський договір. Росія там була зобов'язана напасти на ворогів Наполеона, і оскільки Густав IV Адольф відмовився розірвати союз із Великою Британією, російський цар вторгся у Фінляндію та відірвав її від Швеції у російсько-шведській війні 1808/1809 рр. Швеція більше не могла підтримувати її антифранцузьку зовнішню політику, і французький маршал Юхан Батіст Бернадотт був обраний спадкоємцем шведського престолу в 1810 р. Данія-Норвегія уклала союз із Францією після другого британського бомбардування Копенгагена в 1807 році.
У 1812 сили Наполеона були знищені в своїй невдалій спробі підкорити Росію і почали відступ на захід. Швеція уклала союз з Росією 30 серпня 1812 року, Зі Сполученим Королівством 3 березня 1813 р., і з Пруссією 22 квітня 1813 р. Раніше, 23 березня 1813 року, вона оголосила війну Наполеону. Умовою Бернадотта для вступу в антинаполеонівський союз став виграш Норвегії, який Велика Британія і Росія прийняли в травні 1813 р. Однак Пруссія спочатку не визнала цього позову. Таким чином, Бернадот вагався вступити у війну з повною силою і взяв участь лише в кампанії проти Гамбурга, який 30 червня був знову завойований союзними французькими та данськими силами. Коли Пруссія остаточно прийняла претензію Швеції на Норвегію 22 липня, Швеція приєдналася до союзу Райхенбаха, укладеного між Росією, Великою Британією та Пруссією 14/15 червня. Маючи три армії (Північну, Головну та Сілезьку, Північну армію під командуванням Бернадотти), союзники згодом очистили Північну Німеччину від французьких військ. Данія, яка підтримувала союз з Наполеоном через претензії Швеції на Норвегію, була ізольована і, як наслідок війни, збанкрутувала.

## Угода між Швецією і Данією

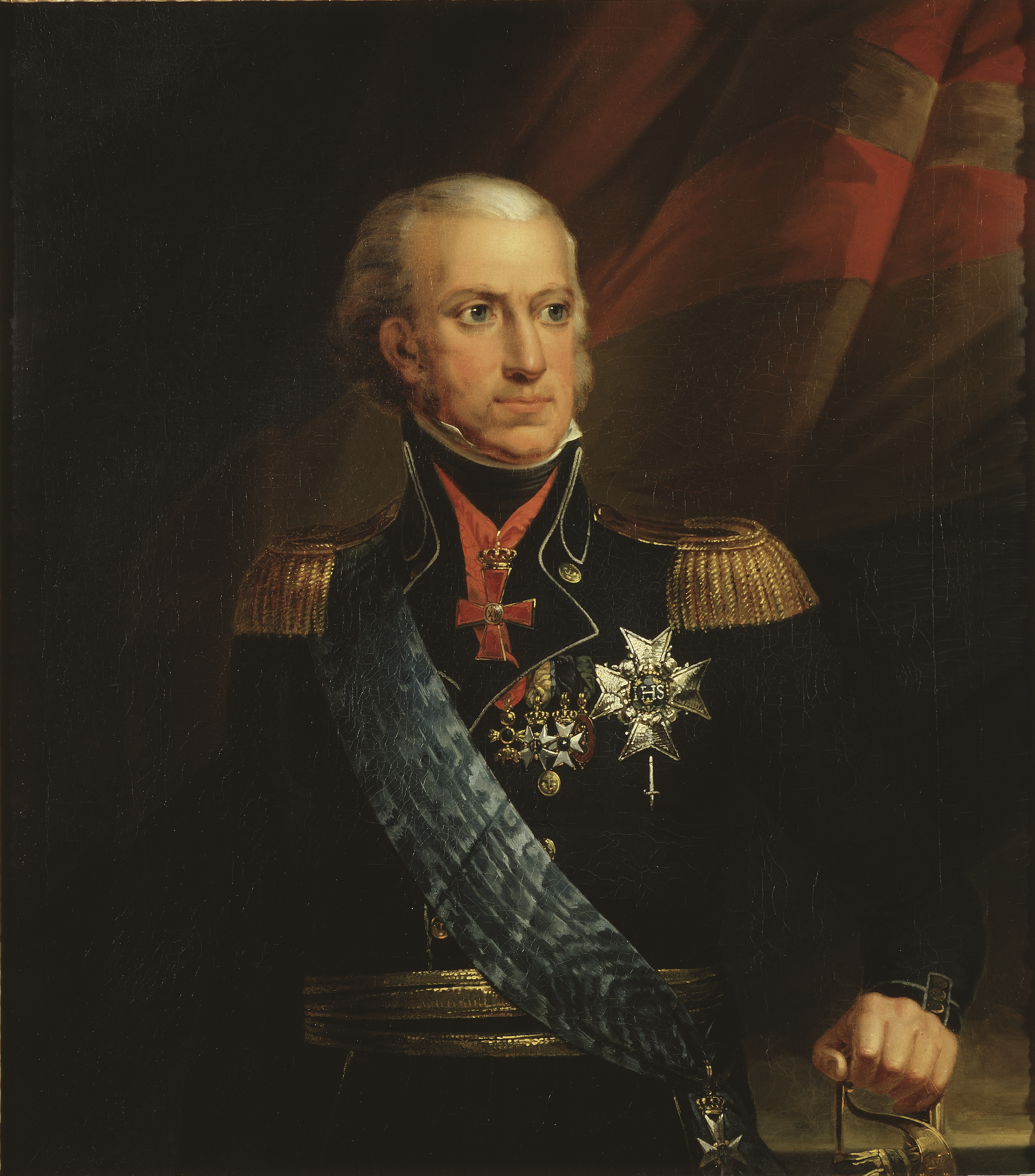
шведський король Карл XIII

За шведсько-данським мирним договором Данія передавала Швеції Норвегію. Натомість Данія отримувала острів Рюген і право на Шведську Померанію (крім Штральзунда — для нього встановлювався особливий статус). У 1816 році ці території були передані Данією Пруссії в обмін на Лауенбург і грошову компенсацію.

## Англо-данська угода
За договором Данії з Великою Британією остання повертала Данії всі захоплені нею в ході війни данські володіння, крім острова Гельголанда. Велика Британія отримувала особливі права у Штральзунді, який мав протягом 20 років служити базою для англійських товарів і бути відкритим для англійської та шведської торгівлі без будь-яких обмежень. Данія зобов'язалася брати участь у війні проти наполеонівської Франції.

## Історичні наслідки та значення

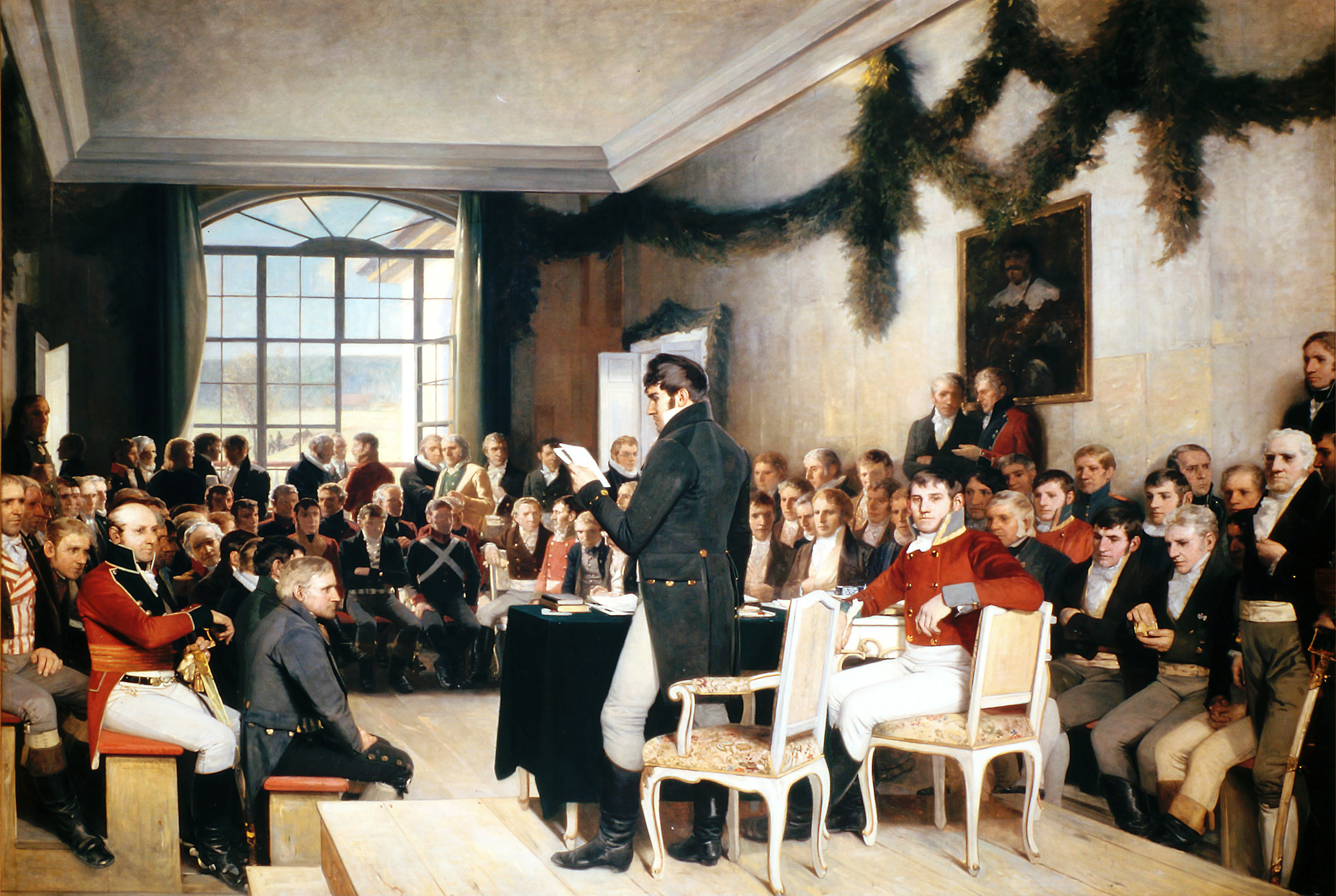
Норвезька конституційна асамблея в Ейдсволі, 1814

Крім закінчення англо-данської війни, договори ознаменували кінець персональної унії Данії та Норвегії, що існувала з 1380 року (спочатку в рамках Кальмарської унії, потім з 1536 року в рамках дансько-норвезької унії) і справила великий вплив на розвиток норвезької культури.
Дансько-норвезьке королівство існувало при домінуванні Данії, королівські особи якої правили і в Данії, і в Норвегії. Однак персональна унія не передбачала підпорядкування однієї держави іншій, тому той факт, що Данія «передавала» Норвегію Швеції, викликав обурення в норвезькому суспільстві. Кільський договір призвів до низки подій 1814 року, результатами яких стало прийняття Конституції Норвегії, початку шведсько-норвезької війни і встановлення шведсько-норвезької унії, в рамках якої Норвегія зберігала свою конституцію і володіла внутрішньою самостійністю.
Іншим значним наслідком Кільського договору стало те, що історичні норвезькі території — Гренландія, Ісландія та Фарерські острови, — з якими Норвегія вступила в свою чергу з Данії, залишившись у Данії.

Втрата заморських володінь норвезької держави — Ісландії, Гренландії і Фарерських островів — в 1814 році і особливо те, як ця втрата відбулася, завжди відгукувалися в пам'яті норвежців болем і гнівом.
— Й. Л. Мовінкель (прем'єр-міністр Норвегії)
Спроби Норвегії повернути втрачені території до сфери свого впливу в 1930-ті роки не принесли жодних результатів. Зокрема, повний суверенітет Данії над Гренландією був визнаний Міжнародним судом.